# Collegio elettorale di Napoli Centro
Il collegio Napoli Centro fu un collegio elettorale uninominale della Repubblica Italiana per l'elezione del Senato della Repubblica. Apparteneva alla Circoscrizione Campania e fu utilizzato per eleggere un senatore nella XII, XIII e XIV legislatura.
Venne istituito nel 1993 con la cosiddetta Legge Mattarella (Legge n. 276, Norme per l'elezione del Senato della Repubblica), attuata in seguito al referendum abrogativo del 1993. La legge istituì per la Camera dei deputati e per il Senato della Repubblica un sistema di elezione misto, in parte maggioritario e in parte proporzionale. Il 75% dei parlamentari dell'assemblea veniva eletto in collegi uninominali tramite sistema maggioritario a turno unico; il restante 25% al Senato veniva eletto tramite recupero proporzionale dei più votati non eletti attraverso un meccanismo di calcolo denominato "scorporo", cioè sottraendo dal conteggio dei voti totali di una lista nella parte proporzionale i voti ottenuti dai candidati collegati alla medesima lista che erano eletti nei collegi uninominali con il sistema maggioritario.
Il collegio venne abolito insieme a tutti gli altri che costituivano il Senato con la promulgazione della legge elettorale successiva, la cosiddetta Legge Calderoli. Questa prevedeva un sistema proporzionale con premio di maggioranza, che al Senato veniva attribuito a livello regionale.

## Territorio
Il collegio Napoli Centro era uno dei 22 collegi uninominali in cui era suddivisa la Campania e, come previsto dal D.Lgs. del 20 dicembre 1993 n. 535, comprendeva il centro del comune di Napoli, che complessivamente contava quattro collegi uninominali al Senato.

## Eletti
| Elezione | Elezione | Senatore          | Partito                     |
| -------- | -------- | ----------------- | --------------------------- |
|          | 1994     | Francesco Pontone | Polo del Buon Governo (MSI) |
|          | 1996     | Massimo Villone   | L'Ulivo (PDS)               |
|          | 2001     | Francesco Pontone | Casa delle Libertà (AN)     |

## Dati elettorali

### XII legislatura
|                                                | Francesco Pontone ✔️ Eletto | Polo del Buon Governo | 55 979  | 40,82 |  |  |  |  |  |
|                                                | Massimo Villone ✔️ Eletto   | Progressisti          | 55 156  | 40,22 |  |  |  |  |  |
|                                                | Fabrizio Marzano            | Patto per l'Italia    | 15 599  | 11,38 |  |  |  |  |  |
|                                                | Liliana Biondi              | Programma Italia      | 7 171   | 5,23  |  |  |  |  |  |
|                                                | Aniello De Lucia            | Alleanza Meridionale  | 3 217   | 2,35  |  |  |  |  |  |
| Totale                                         | Totale                      | Totale                | 137 122 | 100   |  |  |  |  |  |
|                                                |                             |                       |         |       |  |  |  |  |  |
| Voti non validi                                | Voti non validi             | Voti non validi       | 9 467   | 6,46  |  |  |  |  |  |
| Votanti                                        | Votanti                     | Votanti               | 146 589 | 70,64 |  |  |  |  |  |
| Elettori                                       | Elettori                    | Elettori              | 207 519 |       |  |  |  |  |  |
|                                                |                             |                       |         |       |  |  |  |  |  |
| Nota: Seggio assegnato a Polo del Buon Governo |                             |                       |         |       |  |  |  |  |  |
| Data: 27-28 marzo 1994                         |                             |                       |         |       |  |  |  |  |  |
| Fonte: Ministero dell'interno                  |                             |                       |         |       |  |  |  |  |  |

### XIII legislatura
|                               | Massimo Villone ✔️ Eletto   | L'Ulivo                            | 62 008  | 46,73 |  |  |  |  |  |
|                               | Francesco Pontone ✔️ Eletto | Polo per le Libertà                | 61 696  | 46,50 |  |  |  |  |  |
|                               | Angelo Manna                | Movimento Sociale Fiamma Tricolore | 5 478   | 4,13  |  |  |  |  |  |
|                               | Manfredo Scalfati           | Socialista                         | 2 066   | 1,56  |  |  |  |  |  |
|                               | Domenico Passaro            | Democrazia Sociale                 | 1 444   | 1,09  |  |  |  |  |  |
| Totale                        | Totale                      | Totale                             | 132 692 | 100   |  |  |  |  |  |
|                               |                             |                                    |         |       |  |  |  |  |  |
| Voti non validi               | Voti non validi             | Voti non validi                    | 7 281   | 5,20  |  |  |  |  |  |
| Votanti                       | Votanti                     | Votanti                            | 139 973 | 67,41 |  |  |  |  |  |
| Elettori                      | Elettori                    | Elettori                           | 207 641 |       |  |  |  |  |  |
|                               |                             |                                    |         |       |  |  |  |  |  |
| Data: 21 aprile 1996          |                             |                                    |         |       |  |  |  |  |  |
| Fonte: Ministero dell'interno |                             |                                    |         |       |  |  |  |  |  |

### XIV legislatura
|                               | Francesco Pontone ✔️ Eletto | Casa delle Libertà                   | 54 891  | 46,37 |  |  |  |  |  |
|                               | Massimo Villone ✔️ Eletto   | L'Ulivo                              | 44 785  | 37,83 |  |  |  |  |  |
|                               | Simona Ricciardelli         | Partito della Rifondazione Comunista | 7 317   | 6,18  |  |  |  |  |  |
|                               | Carlo D'Amato               | Democrazia Europea                   | 3 201   | 2,70  |  |  |  |  |  |
|                               | Filiberto Molese            | Lista Di Pietro                      | 2 874   | 2,43  |  |  |  |  |  |
|                               | Bruno Filippone             | Lista Pannella-Bonino                | 2 405   | 2,03  |  |  |  |  |  |
|                               | Vittorio Lamberti           | Fiamma Tricolore                     | 2 370   | 2,00  |  |  |  |  |  |
|                               | Aniello De Lucia            | Forza Nuova                          | 533     | 0,45  |  |  |  |  |  |
| Totale                        | Totale                      | Totale                               | 118 376 | 100   |  |  |  |  |  |
|                               |                             |                                      |         |       |  |  |  |  |  |
| Voti non validi               | Voti non validi             | Voti non validi                      | 10 742  | 8,32  |  |  |  |  |  |
| Votanti                       | Votanti                     | Votanti                              | 129 118 | 64,52 |  |  |  |  |  |
| Elettori                      | Elettori                    | Elettori                             | 200 109 |       |  |  |  |  |  |
|                               |                             |                                      |         |       |  |  |  |  |  |
| Data: 13 maggio 2001          |                             |                                      |         |       |  |  |  |  |  |
| Fonte: Ministero dell'interno |                             |                                      |         |       |  |  |  |  |  |